# آنتیندرا
آنتیندرا (به لاتین: Antindra) یک منطقهٔ مسکونی در ماداگاسکار است که در سامباوا واقع شده‌است. آنتیندرا ۱۶٬۰۰۰ نفر جمعیت دارد و ۹۰ متر بالاتر از سطح دریا واقع شده‌است.